# Muriel Davis
Muriel Evelyn Davis, coniugata Grossfeld (Speedway, 7 ottobre 1940 – Milford, 17 gennaio 2021), è stata una ginnasta statunitense.
Ha partecipato ai Giochi di Melbourne 1956 e di Roma 1960 e di Tokyo 1964, gareggiando in vari eventi individuali ed a squadre.
Ai Giochi panamericani, ha vinto l'oro nella competizione a squadre.
È stata la moglie del ginnasta olimpico Abie Grossfeld.